# 达耶尔巴格
达耶尔巴格（Dayalbagh），是印度北方邦Agra县的一个城镇。总人口3324（2001年）。

## 人口
该地2001年总人口3324人，其中男性1684人，女性1640人；0—6岁人口254人，其中男132人，女122人；识字率76.47%，其中男性为85.21%，女性为67.50%。